# Ігл-Рівер (Мічиган)
Ігл-Рівер (англ. Eagle River) — переписна місцевість (CDP) в США, в окрузі Ківіно штату Мічиган. Населення — 65 осіб (2020).

## Географія
Ігл-Рівер розташований за координатами 47°24′16″ пн. ш. 88°15′40″ зх. д. / 47.40444° пн. ш. 88.26111° зх. д. (47.404434, -88.261155).  За даними Бюро перепису населення США в 2010 році переписна місцевість мала площу 15,45 км², з яких 15,40 км² — суходіл та 0,05 км² — водойми.

## Демографія
Згідно з переписом 2010 року, у переписній місцевості мешкала 71 особа в 39 домогосподарствах у складі 22 родин. Густота населення становила 5 осіб/км².  Було 149 помешкань (10/км²).
Расовий склад населення:
| - 100,0 % — білих |

До двох чи більше рас належало 0,0 %. Частка іспаномовних становила 0,0 % від усіх жителів.
За віковим діапазоном населення розподілялося таким чином: 4,2 % — особи молодші 18 років, 64,8 % — особи у віці 18—64 років, 31,0 % — особи у віці 65 років та старші. Медіана віку мешканця становила 61,3 року. На 100 осіб жіночої статі у переписній місцевості припадало 136,7 чоловіків;  на 100 жінок у віці від 18 років та старших — 134,5 чоловіків також старших 18 років.
Середній дохід на одне домашнє господарство  становив 67 979 доларів США (медіана — 42 500), а середній дохід на одну сім'ю — 97 205 доларів (медіана — 59 375). За межею бідності перебувало 3,3 % осіб, у тому числі 0,0 % дітей у віці до 18 років та 0,0 % осіб у віці 65 років та старших.
Цивільне працевлаштоване населення становило 33 особи. Основні галузі зайнятості: освіта, охорона здоров'я та соціальна допомога — 30,3 %, будівництво — 15,2 %, мистецтво, розваги та відпочинок — 9,1 %, роздрібна торгівля — 6,1 %.